# Pantalons de golf

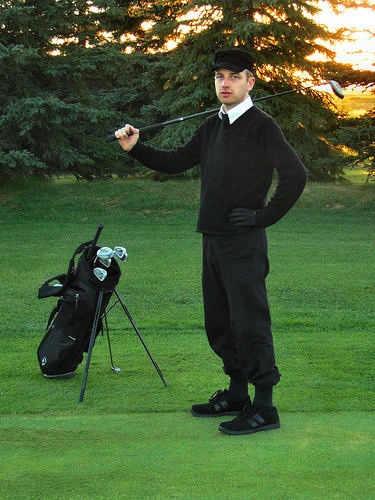
Golfista actual equipat amb els tradicionals pantalons de golf

El pantaló de golf és un calçó bombatxo rematat uns deu centímetres per sota del genoll, i generalment dut en combinació amb mitjons alts. Es tracta, insistim-hi, d'un tipus de calçó, malgrat el nom. El català pantaló de golf equival a l'anglès plus fours o golfing trousers, esp. pantalón de golf, fr. culotte de golf, it. calzoni alla zuava (mot aplicat també, més genèricament, al 'calçó bombatxo' en general), port. calças de golfe, etc.
El pantaló (calçó) de golf era considerablement més llarg que els altres models de calçó bombatxo usats prèviament. Popularitzat pel príncep de Gal·les (futur Eduard VIII) per a jugar a golf (d'on el nom), ràpidament es posà de moda entre les classes altes britàniques fins a suplantar altres formes de calçó bombatxo que l'havien precedit. Aquesta moda s'estengué a altres classes socials i a altres països, de manera que durant els anys vint i trenta a tot el món euròpid els pantalons de golf, percebuts com a signe d'elegància i dinamisme, eren molt usats com a roba d'esport i de camp, però també de carrer; esdevingueren una de les peces de roba més arquetípiques de l'època. També eren considerats adients per a nens i adolescents; d'ací que formin part del vestuari característic de Tintín.
Mesura de la popularitat dels pantalons de golf és llur imitació per part de l'uniforme militar en determinats exèrcits o armes durant aquest període (per exemple, entre l'oficialitat britànica desmuntada, durant els anys trenta). També els feixistes italians hi foren addictes, com a altra mena de bombatxos.
Impròpiament, en català col·loquial a voltes dels pantalons de golf se'n diu bombatxos, prenent el tot per la part.